# Philodromus lunatus
Philodromus lunatus är en spindelart som beskrevs av Muster och Thaler 2004. Philodromus lunatus ingår i släktet Philodromus och familjen snabblöparspindlar. Inga underarter finns listade i Catalogue of Life.